# Cueva de El Mirón

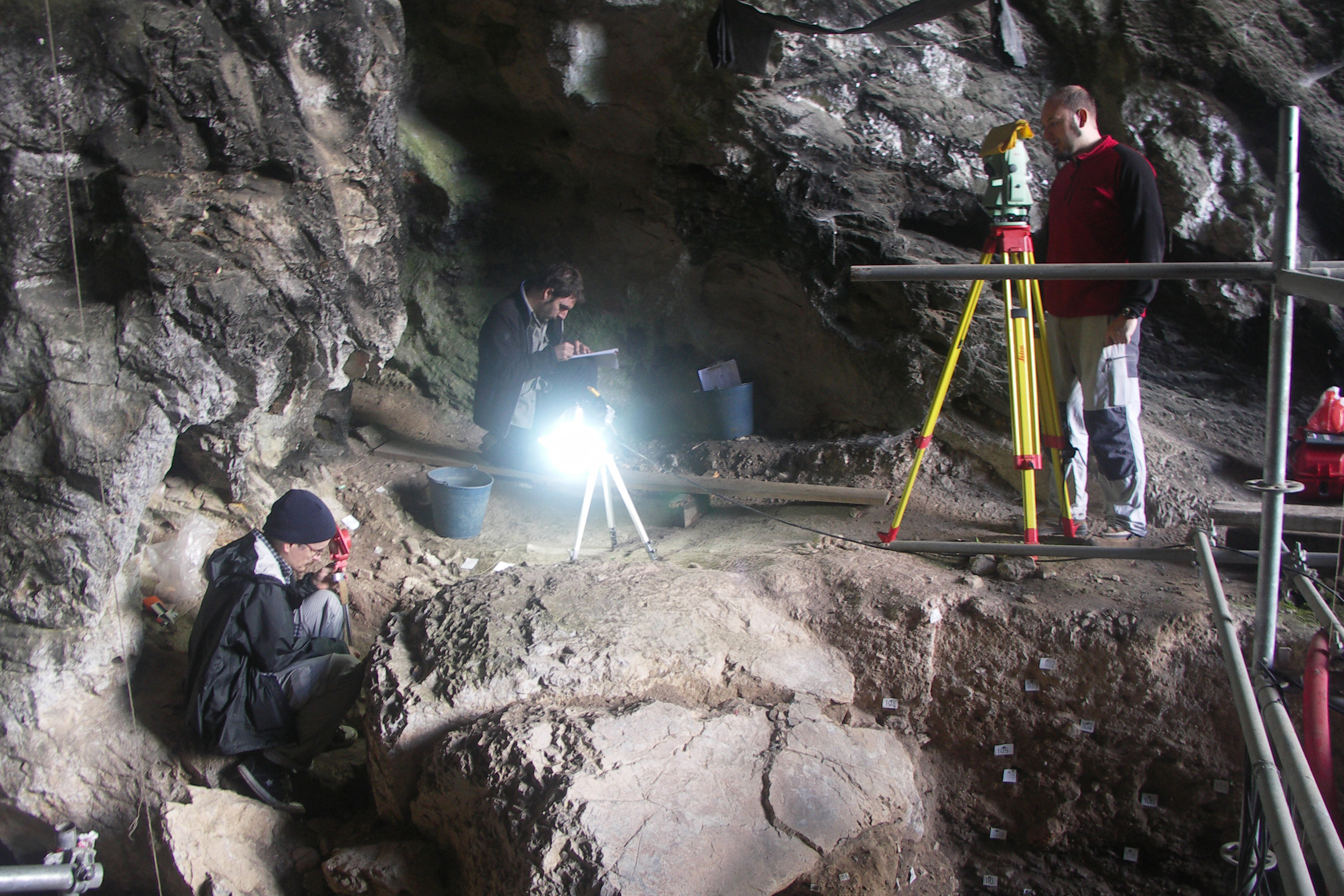
Inneres der Höhle (Juni 2010)

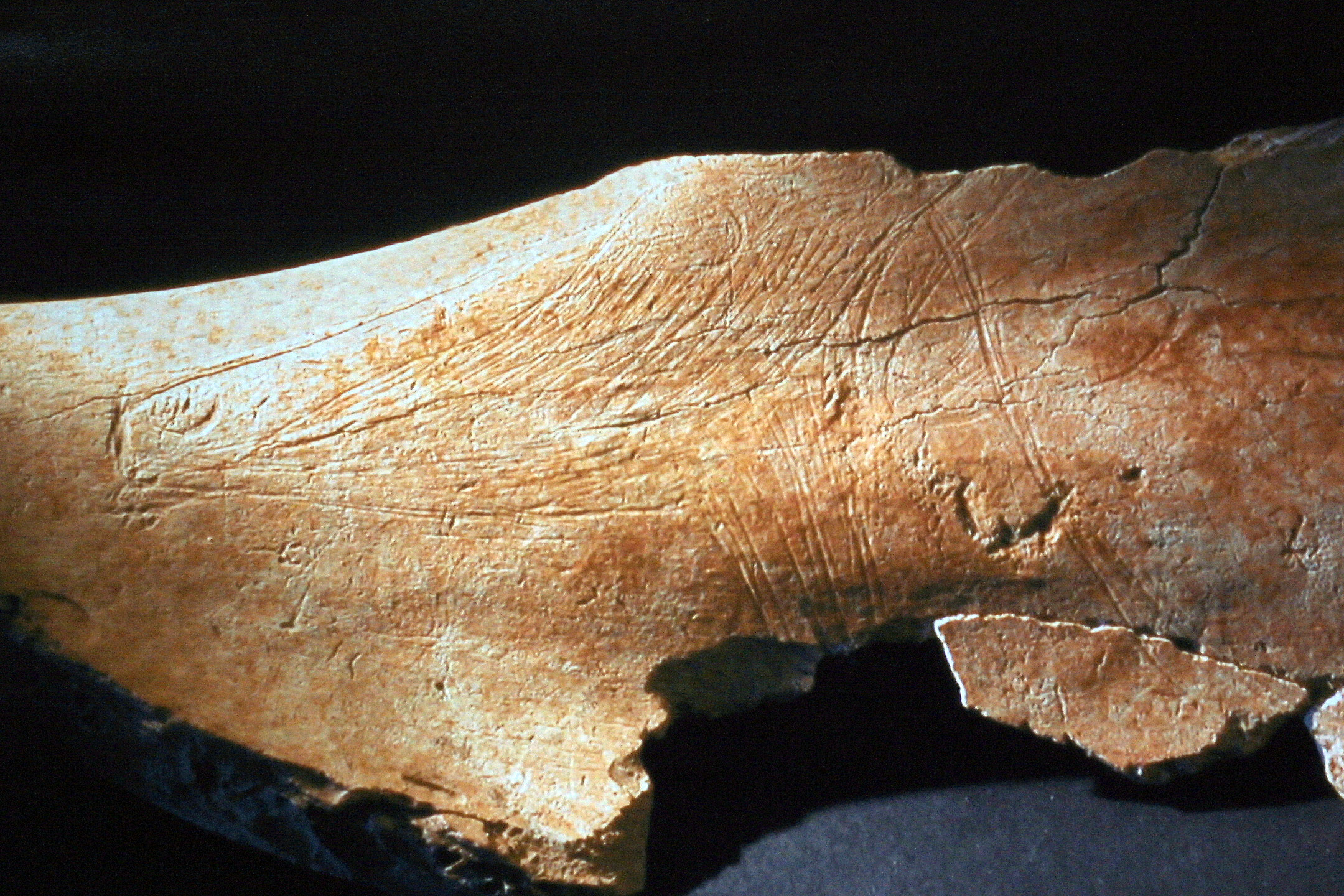
Striation-gravierte Rotwild Scapula aus der Höhle

Die Cueva de El Mirón (auch: la Cueva del Mirón; Spanisch für ‚Höhle von El Mirón‘) ist eine rund 120 Meter tiefe archäologische und paläoanthropologische Fundstätte im Osten der spanischen autonomen Gemeinschaft Kantabrien, rund einen Kilometer entfernt von der Grenze zur Provinz Bizkaia. Die Höhle liegt 260 Meter über dem Meeresspiegel auf dem Gebiet der Marktgemeinde Ramales de la Victoria, oberhalb des Flusses Gándara im Kantabrischen Gebirge. Die Höhle wurde aus karstigem Kalkstein der Unterkreide ausgewaschen. Ihr Eingang ist rund 13 Meter hoch und bis zu 16 Meter breit und daher vom Tal des Gándara weithin zu erkennen. Die Umgebung des Höhleneingangs ist ein beliebtes Gebiet zum Klettern mit diversen Kletterrouten.
Die Höhle wurde seit 1903 speläologisch erkundet, systematische Grabungen finden seit 1996 statt. Bekannt war schon zuvor, dass die Höhle vom Mittelalter bis in jüngste Zeit zumindest zeitweise bewohnt wurde. Im Verlauf mehrerer Probegrabungen konnten im Höhlenboden zahlreiche unterschiedlich alte Schichten unterschieden werden, die anhand von Artefakten (Scherben, Steinwerkzeugen) von der Bronzezeit über die Kupfersteinzeit bis in die Mittelsteinzeit reichten; die älteste Schicht wurde anhand von Holzkohleresten auf ein Alter von 41.280 ± 1120 Jahre BP und somit ins späte Moustérien datiert.
Der bislang bedeutendste Fund ist die so genannte Dama Roja de El Mirón (die „Rote Dame von El Mirón“). So bezeichnen die Forscher das rund 18.700 Jahre alte Skelett einer 35 bis 40 Jahre alten, in der Höhle beigesetzten Cro-Magnon-Frau, deren Körper mit rotem Farbpigment geschmückt worden war. Der 2010 entdeckte Fund ist zugleich der älteste Beleg für eine Beisetzung im Magdalénien der Iberischen Halbinsel. Die Bezeichnung „Rote Dame“ ist einem ähnlich geschmückten, jedoch fast doppelt so alten Fund aus Südwales nachempfunden, der Red Lady of Paviland.

## Belege
1. ↑  Kapitel 3 in: Lawrence Guy Straus und Manuel R. González Morales (Hrsg.): El Mirón Cave, Cantabrian Spain: The Site and Its Holocene Archaeological Record. University of New Mexico Press, 2012, ISBN 978-0826351487, Zusammenfassung
2. ↑  Lawrence Guy Straus: El Mirón Cave and the 14C-Chronology of Cantabrian Spain. In: Radiocarbon. Band 45, Nr. 1, 2003, S. 41–58, doi:10.1017/S0033822200032380, Volltext (PDF).
3. ↑  Penny Sarchet: Red Lady cave burial reveals Stone Age secrets. Auf: newscientist.com vom 18. März 2015. Zugleich unter dem Titel Unveiling the Read Lady of El Mirón in New Scientist vom 21. März 2015, S. 8–9.

Koordinaten: 43° 14′ 47,4″ N, 3° 27′ 4,5″ W